# めろん (AV女優)
めろん（1982年8月10日 - ）は、日本のAV女優。血液型：AB型。身長：150cm。スリーサイズは、B78、W56、H78。
東京都出身。主にスカトロプレイをメインにした作品に出演。ロリフェイスに似合わないハードプレイをしている。

## 出演作品
2003年
- ご存知!糞尿姉妹 その5（10月4日、ナチュラルハイ）
- 幼淫悪戯（10月30日、グローリークエスト）
- HIGH SCHOOL FUCK（11月8日、アイデアポケット）
- みるきぃHiスクール。めろん（12月1日、みるきぃぷりん♪）
- 美少女便器2 天使美樹（12月4日、SODクリエイト）

2004年
- ロリスカおもらし教室4（1月5日、みるきぃぷりん♪）
- うんこおもらし 月咲舞（1月9日、GIGA）
- 汚友達（2004年4月9日、アロマ企画）
- 私立スペルマ学園（8月8日、みるきぃぷりん♪）

発売日不明
- 美少女うんち耽美館9（GIGA）
- 人間花瓶のすすめ 浣腸華道教室（アヴァ）
- スカトロ女学園（SODクリエイト）